# Santo día
Santo día fue un noticiero argentino emitido por Crónica Televisión. Fue conducido por Santo Biasatti.

## Historia
Como parte de las renovaciones de noticieros del canal, nace Santo Día y es conducido por Santo Biasatti desde 2018.
El 4 de febrero de 2019 en el inicio de la segunda temporada del noticiero se renovó la gráfica y cortina musical del mismo.
El 3 de febrero de 2020 en el inicio de la tercera temporada de Santo Biasatti.
El ciclo es emitido desde el estudio central de Crónica Televisión, junto a la mayoría de los demás programas de la señal.

## Equipo

### Conductores
- 2018-2020: Santo Biasatti

### Panelistas
- Maria Amira Higaldo
- Alejandra Gallo
- Anabelia Cerezo
- Marcelo Muchi
- Barbara Pereira
- Penélope Canónico. (16 de abril de 2018-13 de marzo de 2020).
- Anabelia Cerezo. (16 de abril de 2018-13 de marzo de 2020).
- Gabriel Calisto (16 de abril de 2018-13 de marzo de 2020).
- Leonardo Arias. (16 de abril de 2018-20 de marzo de 2020).
- Carlos Stroker. (16 de abril de 2018-13 de marzo de 2020).
- Juan Manuel Cocco. (16 de abril de 2018-13 de marzo de 2020).

- Datos: Q54823884